# Izkia Siches
Izkia Jasvin Siches Pastén (Arica, 4 marzo 1986) è una politica e medica cilena, Ministro dell'Interno e della Pubblica Amministrazione dall'11 marzo al 6 settembre 2022 nel governo di Gabriel Boric, la prima donna nella storia del Cile a ricoprire questa carica. In precedenza, tra maggio 2017 e novembre 2021,  è stata presidente dell'Associazione medica cilena (Colmed); lo è stata anche dopo l'inizio della pandemia di COVID-19 in Cile nel 2020.

## Biografia

### Primi anni e famiglia
Izkia nacque il 4 marzo del 1986 ad Arica, seconda figlia del matrimonio tra Guido Said Siches Bahamondes e Miriam Nora Pastén Ávalos. Visse la sua infanzia nel comune di Maipú, nella città di Santiago del Cile.
Si sposò il 20 maggio del 2019 a La Serena, nella regione di Coquimbo, con Christian Antonio Yaksic Zúñiga. Nell'aprile del 2021 annunciò la nascita di sua figlia Khala.

### Studi e carriera professionale
Studiò presso l'Istituto Bernardo O'Higgins di Maipú e si laureò in anticipo nel 2002. Nel 2004 entrò all'Università del Cile per studiare medicina. Nel 2008 fu incaricata per l'Associazione degli studenti di medicina. Creò, insieme ad uno dei suoi compagni, la rivista "Hipocampo, donde se guarda la memoria surgen los sueños" (Ippocampo, dove si conserva la memoria, nascono i sogni).
Dopo la laurea in medicina chirurgica, si specializzò in medicina interna e iniziò i suoi studi presso il master in sanità pubblica dell'Università del Cile. Dal 2014 lavora nell'Unità di Infettitologia dell'Ospedale San Juan de Dios del comune di Quinta Normal, dove cura malati di HIV.

## Percorso politico

### Dirigente studentesco e sindacale
Entrò come militante nella Juventudes Comunistas de Chile e contemporaneamente entrò all'Università del Cile nel 2004, tuttavia rinunciò alla sua militanza tre anni dopo, mentre praticava nel campus clinico dell'Ospedale San Juan de Dios.
All'università, fu presidente del centro studentesco della facoltà di medicina e consulente della Federazione degli studenti. Poi, integrò il Senato Universitario nel periodo 2010-2012.
Nel 2014 assunse la presidenza del Consiglio regionale di Santiago del Collegio Medico del Cile. Due anni dopo entrò nell'organizzazione "Médicos sin Marca" (Medici senza marchio).

### Presidente del Collegio Medico
Nel 2017 fu eletta presidente del Collegio Medico, come prima donna a ricoprire questa carica, così come la più giovane. Sconfisse con il 53% dei voti il settore dell'allora presidente della gilda Enrique Paris.
Nel 2020 durante la pandemia di COVID-19, la sua figura ebbe un ruolo preponderante a causa del suo ruolo di presidente del Collegio Medico, mediando, raccomandando o generando protocolli per un migliore contenimento del virus. Contestò il governo per la gestione della crisi, con cui ebbe scontri e dichiarazioni incrociate con personalità ufficiali. La sua accettazione popolare aumentò al punto di apparire come opzione presidenziale per le elezioni di novembre del 2021, scartando una candidatura per mancanza di esperienza.
Nel dicembre del 2020, si candidò alla rielezione al Collegio Medico del Cile, scelta che ebbe una partecipazione storica (68,76%) e nella quale il suo tavolo direttivo nazionale vinse con il 51,78 % delle preferenze.
Si dichiara femminista, e dalla sua posizione di presidente del Collegio Medico chiese il rispetto dei diritti delle donne, la parità di genere e protocolli per evitare qualsiasi tipo di abuso o molestie, partecipando inoltre a marce come quella della Giornata internazionale della donna.

### Campagna presidenziale di Gabriel Boric
Il 25 novembre del 2021 si dimise dalla presidenza del Collegio Medico per unirsi alla campagna presidenziale di Gabriel Boric, prendendo il ruolo di capo della campagna del portabandiera della coalizione Apruebo Dignidad. Nella campagna del secondo turno assunse un ruolo di protagonista, effettuando un tour nazionale che, secondo gli analisti e lo stesso comando di Boric, permise di invertire i cattivi risultati che aveva avuto il candidato nel nord del paese per il primo giro.

### Ministra dell'Interno e della Sicurezza Pubblica
Il 21 gennaio 2022 fu nominata ministra dell'Interno e della sicurezza pubblica da Gabriel Boric, già nominato presidente eletto, diventando così la prima titolare donna nella storia del Ministero.

## Riconoscimenti
Fu eletta Personaggio dell'Anno 2020 dall'Associazione dei Corrispondenti di Stampa Internazionale in Cile , perché "è diventata una figura di rilievo, raggiungendo alti livelli di fiducia e credibilità nell'opinione pubblica".
Nel 2021, la rivista Time la evidenziò come una delle 100 leader del futuro, avendo la recensione scritta da Michelle Bachelet. Nel marzo di quell'anno ricevette il premio Exceptional Women of Excellence da parte del Women Economic Forum.